# Chachachá

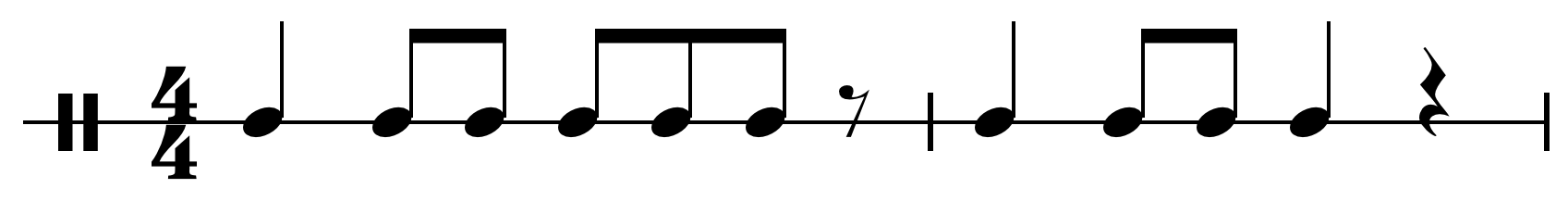
Patrón rítmico del chachachá.

El chachachá es un ritmo musical cubano,  así como un estilo de baile popular, que fue desarrollado a partir del danzón-mambo a comienzos de los años cincuenta, y llegó a adquirir gran popularidad en todo el mundo

## Historia
El chachachá es un género de la música cubana cuya creación ha sido tradicionalmente atribuida al compositor y violinista cubano Enrique Jorrín, quien comenzó sus estudios de violín en el Conservatorio Municipal de La Habana. Inició su carrera musical como violinista de la orquesta del Instituto Nacional de Música, bajo la dirección de González Mantici. Ingresó a la orquesta danzonera de los Hermanos Contreras, en el año 1941: posteriormente se vincula a la orquesta de Arcaño y Sus Maravillas, y a principios de los años 50 del siglo XX se vincula a la orquesta América de Ninon Mondéjar.
Según el testimonio del propio Enrique Jorrín, él compuso algunos danzones en los que los músicos de la orquesta debían cantar cortos estribillos, y ese estilo recibió una gran aceptación por parte del público. En el danzón «Constancia», introdujo algunos montunos y la audiencia se sintió motivada a cantar los estribillos. Jorrín pidió a los miembros de la orquesta que cantaran al unísono, de manera que la letra pudiera ser percibida más claramente y causara un mayor impacto en el público. Ese estilo de música contribuyó también a enmascarar las imperfecciones vocales de los miembros de la orquesta.
En 1948, Jorrín cambió el estilo de una canción del mexicano Guty Cárdenas llamada «Nunca», componiendo una parte separada para el Trío o Montuno del Danzón; y, en 1951 compuso el famoso chachachá «La Engañadora». Jorrín notó que la mayoría de los bailarines tenían problemas para bailar al compás de los ritmos muy sincopados y por ese motivo simplificó la textura musical de sus piezas, tratando de utilizar la menor sincopación posible. El nuevo estilo del chachachá nació de aquellas melodías que resultaron muy fáciles de bailar para el público.
Desde su creación, la música del chachachá tuvo una estrecha relación con los pasos de baile conectados con este estilo. El conocido nombre de chachachá surgió con la ayuda de los bailarines del Club Silver Star en La Habana. Cuando la danza se acoplaba al ritmo de la música, se ponía en evidencia que los pies de los bailarines producían un peculiar sonido al rozar el piso en tres golpes sucesivos. Era como una onomatopeya que sonaba como: «chachachá». De esos sonidos rítmicos nació un nuevo género que motivó a muchas personas a bailar al son de su ritmo a través de todo el mundo.

## Características
Según Odilio Urfé, el chachachá fue un género musical que se basó en el ritmo del Danzón-mambo, pero con una diferente concepción estructural. Este utilizó elementos del Chotis madrileño y un estilo vocal monódico. Después de «La Engañadora», su estructura original fue modificada por el mismo Jorrín, así como también por otros compositores.
El musicólogo cubano Olavo Alén enfatiza la herencia que el chachachá recibió del danzón. Señala que, en realidad, el chachachá parece ser un derivado del danzón. Este mantiene una estructura muy similar a la del danzón, sólo transformando los elementos rítmicos y melódicos utilizados en la composición de cada una de sus secciones. La función interpretativa de la flauta es mantenida. Su función como solista, y las características de su improvisación en el Danzón reaparecen en el chachachá sin casi ninguna alteración. Las melodías de los violines alternan con las de la flauta y las voces de una manera que fue establecida en el Danzón y el Danzonete.
El principal elemento que diferencia al chachachá del danzón es la célula rítmica que otorga su nombre al género. También es significativo que el chachachá abandona los elementos del son cubano que fueron incorporados al danzonete y retorna a la estricta utilización de elementos estilísticos que surgieron y se desarrollaron dentro del contexto del danzón.

## Desarrollo posterior
Según Olavo Alén, «durante los años cincuenta, el chachachá mantuvo su popularidad gracias al esfuerzo de muchos compositores que estaban familiarizados con la composición de danzones, y que ejercitaron su creatividad en el chachachá, tales como Rosendo Ruiz Jr. (Los Marcianos y "Rico vacilón"), Félix Reina (Dime Chinita, Como bailan chachachá los mexicanos), Richard Egües ("El bodeguero" y La cantina) y Rafael Lay (Cero codazos, cero cabezazos)».
Aunque el ritmo del chachachá tuvo su origen en la Orquesta América, algunos estudiosos del tema, incluyendo a John Santos (1982), consideran que la Orquesta Aragón de Rafael Lay y Richard Egües, y la orquesta Fajardo y sus Estrellas de José Fajardo, fueron particularmente influyentes en el desarrollo del chachachá. La coincidente emergencia de la televisión y los discos de 33 1/3 RPM fueron también factores significativos en la súbita popularidad internacional de la música y la danza del chachachá.
El chachachá fue presentado desde sus inicios al público a través del formato instrumental de la charanga, una agrupación musical típicamente cubana, compuesta por una flauta, cuerdas, piano, bajo y percusión. La popularidad del chachachá revitalizó la popularidad de este tipo de agrupación.

## Discografía
- Orquesta Enrique Jorrín; "Todo Chachachá"; Egrem CD-0044
- Johnny Pacheco; "Early Rhythms"; Musical Productions MP-3162 CD
- Randy Carlos and his Orchestra; "Pachanga con Cha Cha Cha"; Fiesta FLPS-1313
- Various orchestras; "El chachachá me encanta"; Egrem CD-0503